# Ван Чжэнцзюнь
Ван Чжэн-цзюнь (кит. 王政君), официально — Императрица Сяоюань (кит. 孝元皇后), впоследствии более известная как Великая вдовствующая императрица Ван — китайская императрица эпохи Хань, фактическая правительница империи с 33 года до н. э. по 8 год

## Жизнеописание

### Жена Юань-ди
Родилась в аристократической семье в 71 году до н. э. Была дочерью Ван Цзиня, провинциального землевладельца, и Ли Цинь (кит. 李親). В юности становится придворной дамой при императоре Сюань-ди. В 50 году до н. э. выходит замуж за наследника трона Лю Ши (будущего императора Юань-ди). Тогда же получает титул принцессы. В 49 году до н. э. после смерти отца новым императором становится Лю Ши. В 48 году до н. э. теперь уже императрица Ван добилась для своего отца титула хоу (маркиза) Янпин (кит. 陽平). В 47-33 годах императрица Ван боролась с другими наложницами императора — Фу (кит. 傅昭儀) и Фэн Юань (кит. 馮昭儀). Каждая из них пыталась сделать своего сына наследником трона

### При власти
В 33 году умирает император Юань-ди. Несмотря на то, что перед смертью тот желал сделать наследником Лю Кана, сына жены Фу, императрице Ван при поддержке влиятельного сановника Ши Дэна удалось сделать императором своего сына Ао, который принял имя Чэн-ди. Для усиления своей власти императрица Ван сделала шестерых своих братьев хоу (маркизами). К тому же с 33 года до н. э. по 8 год н. э. она назначала военных министров из числа своих родственников.
В течение официального правления императора Чэн-ди и Ай-ди фактическая власть сосредоточилась в руках императрицы Ван и её родственников. Однако со временем она стала отдаляться от власти. В конце концов в 8 году она назначила военным министром своего племянника Ван Мана, а сама отошла от политики. Однако она не признала захват власти Ван Маном в 9 году и создание новой династии Синь. Умерла в Чанъане в 13 году н. э.